# Bohdan Danyłyszyn
Bohdan Mychajłowycz Danyłyszyn, ukr. Богдан Михайлович Данилишин (ur. 6 czerwca 1965 w miejscowości Cerkowna obwodzie iwanofrankowskim) – ukraiński polityk i ekonomista, wykładowca akademicki, od 2007 do 2010 minister gospodarki.

## Życiorys
W 1987 ukończył Ternopilski Państwowy Instytut Pedagogiczny. Uzyskał doktorat z zakresu nauk ekonomicznych, następnie tytuł profesorski i godność akademika Narodowej Akademii Nauk Ukrainy. Jako autor i współautor opublikował około 150 prac naukowych. W rządzie Julii Tymoszenko 18 grudnia 2007 objął stanowisko ministra gospodarki. Funkcję tę pełnił do 11 marca 2010. Oskarżony następnie o nadużycia finansowe, był ścigany przez Interpol międzynarodowym listem gończym. W styczniu 2011 uzyskał azyl polityczny w Czechach. W grudniu 2012 prokurator generalny umorzył postępowanie karne wobec braku znamion przestępstwa.